# Newcrest Mining
Newcrest Mining — австралийская горнодобывающая компания. Ведёт добычу золота и меди в Австралии, Канаде и Папуа — Новой Гвинее. Штаб-квартира расположена в Мельбурне.

## История
Newmont Australia была основана а 1966 году в качестве австралийского филиала американской компании Newmont Mining. В 1972 году геологами компании было открыто месторождение золота Телфер в Западной Австралии, в 1979 году началась его промышленная разработка. В 1987 году акции Newmont Australia были размещены на Австралийской фондовой бирже. В 1990 году она поглотила австралийские компании Australmin Holdings и BHP Gold и сменила название на Newcrest Mining. В 1990-х годах началась разработка месторождений золота и меди Кадия-Риджуэй (Cadia-Ridgeway mine).
В 2010 году была куплена компания Lihir Gold; её главным активом было месторождение золота на острове Лихир в Папуа — Новой Гвинее. В августе 2019 года была куплена 70-процентная доля в золото-медном месторождении Ред-Крис (Red Chris).
В мае 2023 года было достигнуто соглашение о том, что Newmont Mining купит свой бывший австралийский филиал за 19,2 млрд долларов, что станет крупнейшей сделкой золотодобывающей отрасли и закрепит за Newmont Mining статус крупнейшей в мире компании по добыче золота.

## Деятельность
Подразделения по состоянию на 2022 год:
- Cadia — шахта Кадия по добыче золота и меди в 20 км от города Ориндж (Новый Южный Уэльс, Австралия), 42 % выручки;
- Lihir — добыча золота на острове Лихир (Папуа — Новая Гвинея), 27 % выручки;
- Telfer — шахта Телфер по добыче золота, меди и серебра (Западная Австралия), 15 % выручки;
- Brucejack — золотодобывающая шахта Брюсджек в Британской Колумбии (Канада), 11 % выручки;
- Red Chris — шахта по добыче золота и меди в Британской Колумбии, 5 % выручки.

В списке крупнейших публичных компаний мира Forbes Global 2000 за 2023 год Newcrest Mining заняла 1288-е место.